# U.S. Route 119
U.S. Route 119, comúnmente abreviada como US 119, es un ramal de la US 19. Es una carretera de sentido norte–sur, además es una de las primeras carreteras federales en ser construidas en 1926. Es a menudo llamada como Corredor G al este de la US 23 y KY 80 en Kentucky a la Interestatal 64 en Charleston, Virginia Occidental.